# Nieuw-Aurora
Nieuw Aurora, ook wel Tutu Buka, is een dorp aan de Boven-Surinamerivier in het district Sipaliwini.
Het dorp vast aan Toetoeboeka, Ladouanie en Ladouanie Airstrip en Tjaikondre stroomafwaarts) en Aurora (stroomopwaarts).
Nieuw Aurora heeft een klein strand aan de Surinamerivier waar toeristen, spelende kinderen en wassende vrouwen te vinden zijn. Er wonen bijna tweeduizend marrons in het dorp van het volk Saramacca. Op wandelafstand ligt het Anaula Nature Resort. Dichtbij ligt het dorp Ladouanie dat een landingsbaan heeft voor vliegtuigjes. Er is een polikliniek in het dorp en twee basisscholen. Een deel van de dorpelingen werkt in de bouw in Paramaribo en andere delen van het land.
Anno 2012 is Carlo Sampie de hoofdkapitein van Nieuw Aurora, Gunsi, Tjaikondre en Adawai, waar toen bij elkaar 2400 mensen woonden.
Nieuw Aurora heeft sinds 2018 een terras dat bestemd is voor toeristen en voor sociale en culturele bijeenkomsten van de inwoners. Tevens dient het als inzamelingspunt van flessen.

## Galerij
|                      |  |                      |
| Nieuw-Aurora in 2014 |  | Nieuw-Aurora in 2014 |

Abenaston · Adawai · Akisiaman · Akwaukondre · Amakakondre · Asenbaso · Asidonhopo · Atjoni · Aurora · Begoeba · Begoon · Bekiokondre · Bendikwai · Bendiwata · Biudoematoe  · Bofokoele · Botopasi · Dan · Dangogo · Daume · Debikè · Deboo · Djemongo · Djoemoe · Duwatra · Foetoenakaba · Gingiston · Goddo · Godowatra · Goejaba · Gran Slee · Grantatai · Gunsi · Heikoenoenoe · Jawjaw · Kaajapati · Kajana · Kambaloea · Kampoe · Koonoo · Kuututen · Ladouanie · Lespansi · Ligorio · Malobi · Malroseekondre · Masiakriki · Moitori · Nazaleti · Nieuw-Aurora · Padalafanti · Pambo Oko · Pikin Slee · Pingpe · Pokigron · Saloebanga · Semoisi · Soolan · Stonhoekoe · Tjaikondre · Toemaripa · Toetoeboeka